# Amalie Lyhne
Amalie Lyhne (født 12. april 1979 i København) er en dansk cand.scient.pol. og har siden november 2017 været skribent for Børsen. Hun er aktiv som foredragsholder og debattør.